# Castellanus
Castellanus is het tweede deel in de naam van wolkensoorten, die worden gebruikt als onderdeel van een internationaal systeem om wolken te classificeren naar eigenschap volgens de internationale wolkenclassificatie. Castellanus betekent kantelenvormig of torenvormig. Als afkorting heeft castellanus cas. Er bestaan vier wolkensoorten die castellanus als tweede deel van hun naam hebben:
- Altocumulus castellanus (Ac cas)
- Cirrocumulus castellanus (Cc cas)
- Cirrus castellanus (Ci cas)
- Stratocumulus castellanus (Sc cas)

Castellanuswolken zijn wolken die aan de bovenzijde lijken op kantelen of torens. Meestal duidt dit op een chaotische windrichting.

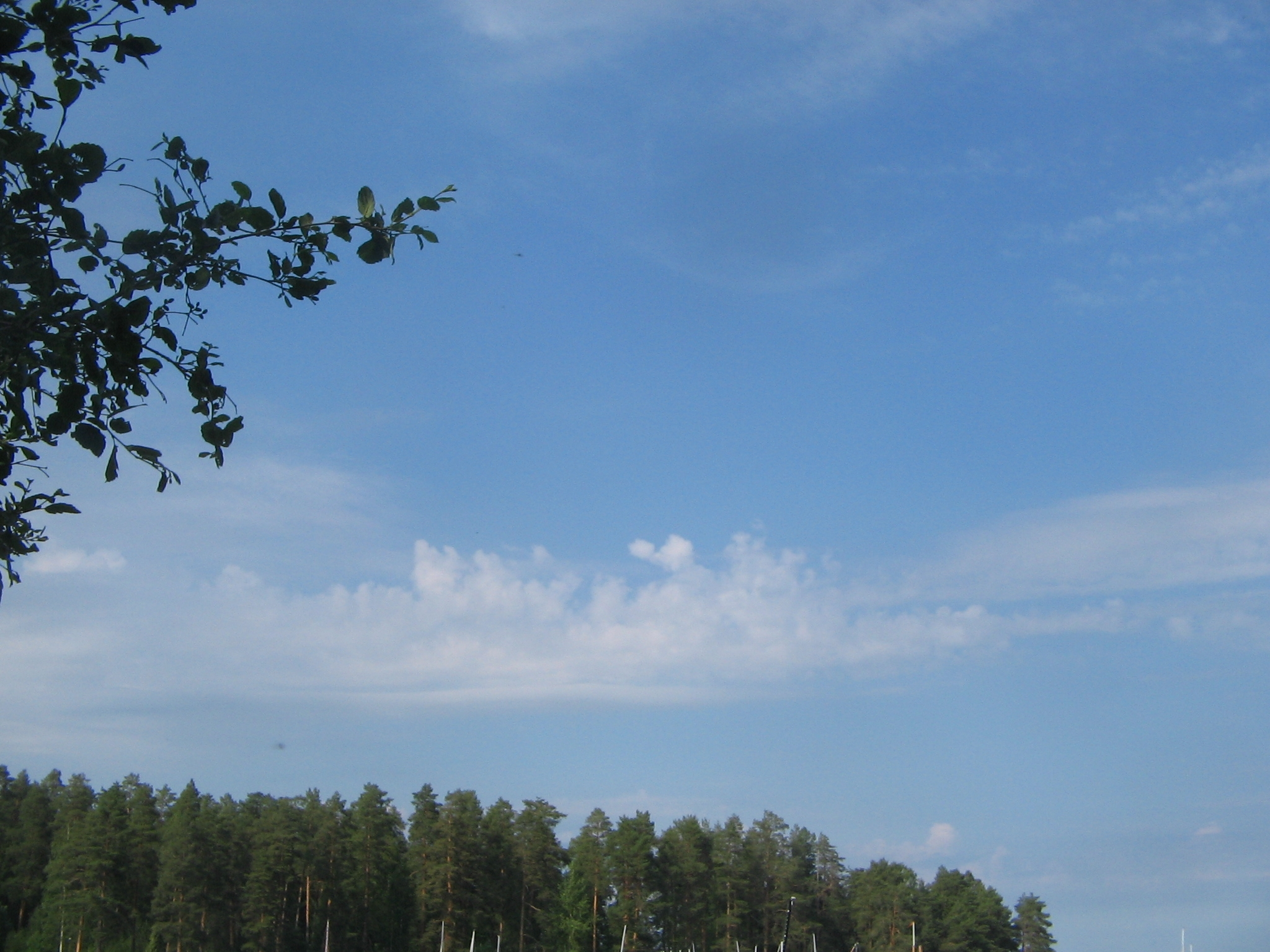
Altocumulus castellanus
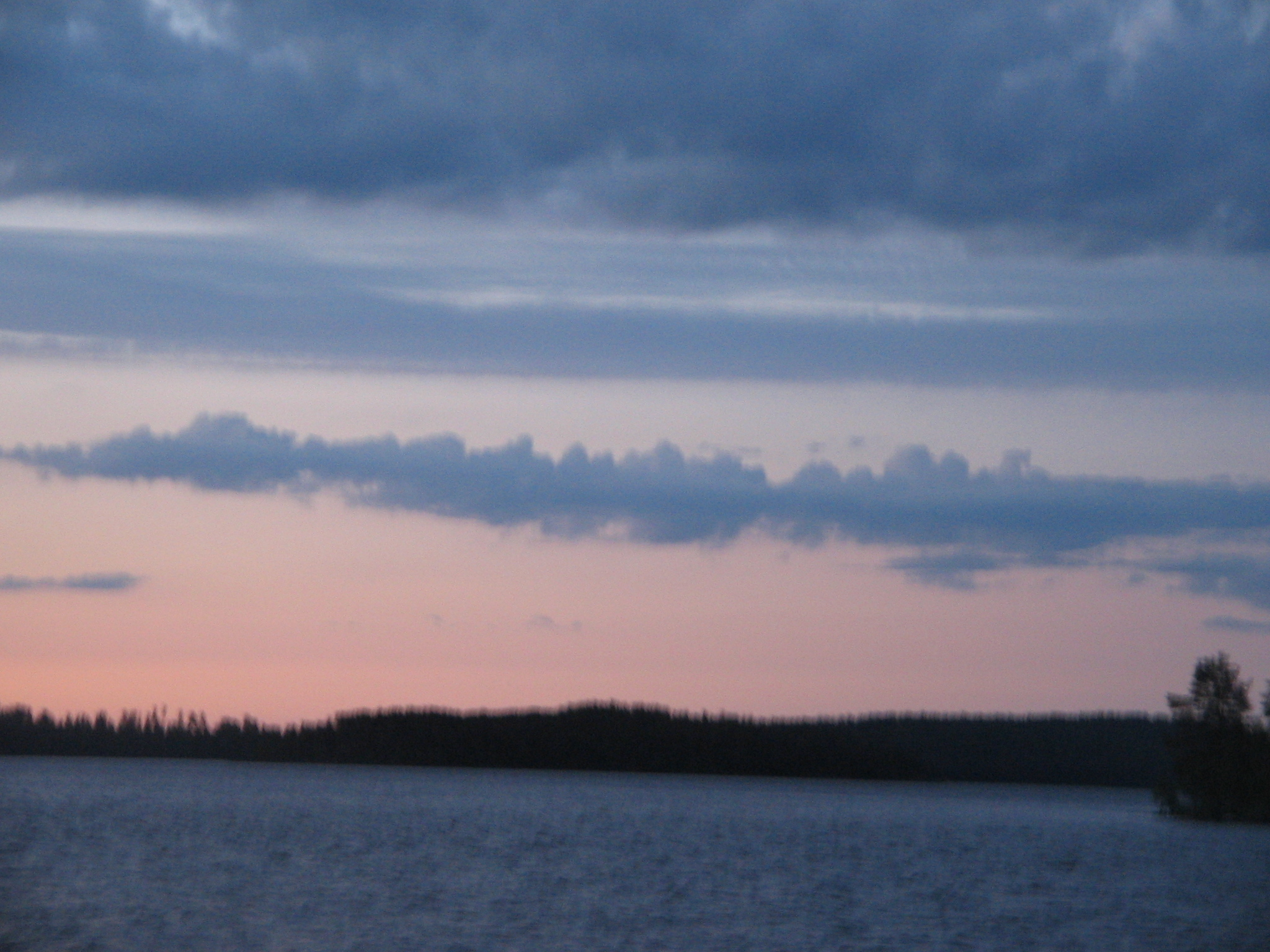
Stratocumulus castellanus
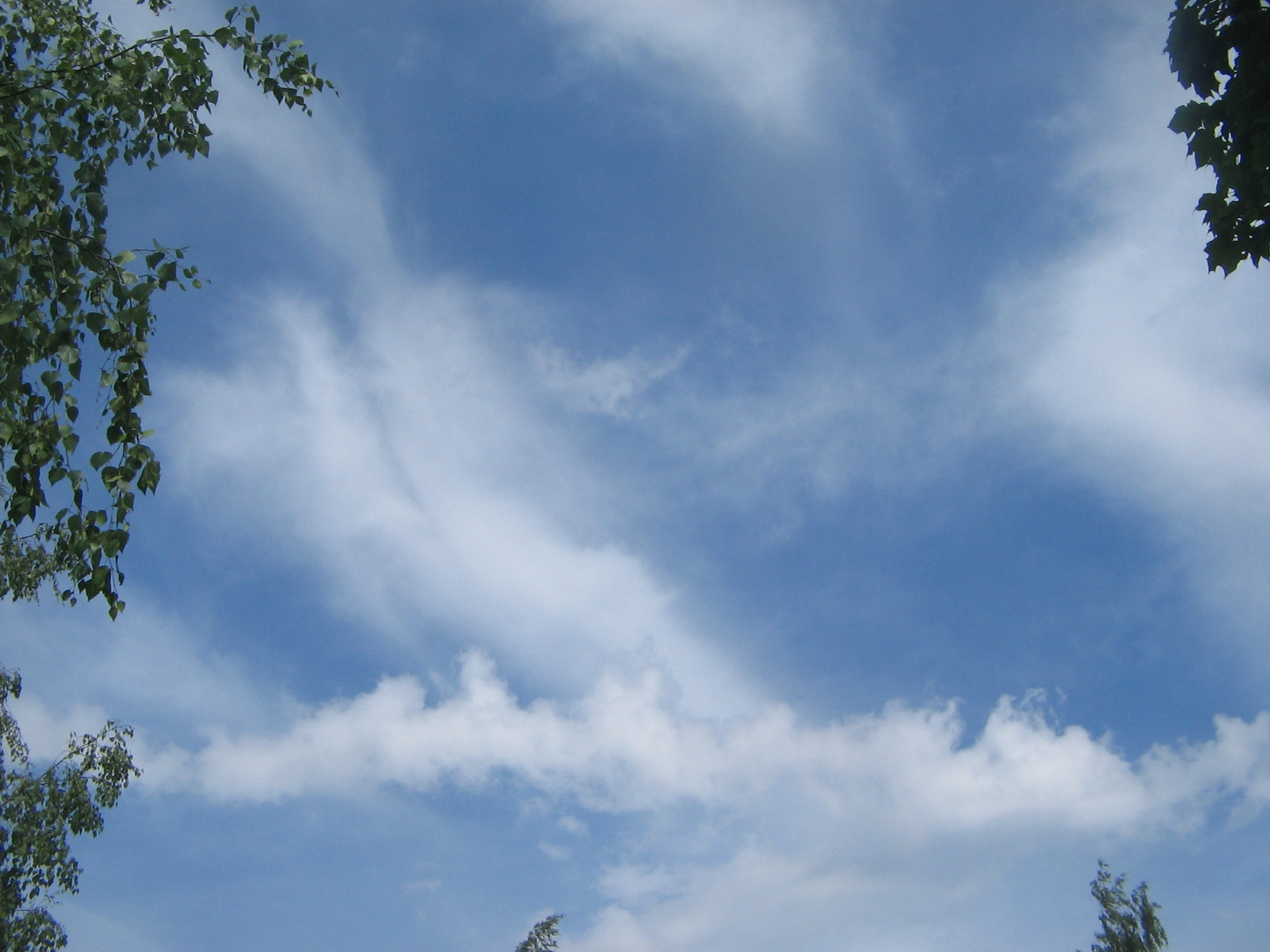
Stratocumulus castellanus